# Róbert Nagy (cyclisme)
Pour les articles homonymes, voir Robert Nagy et Nagy.
Róbert Nagy (né le 4 novembre 1972 à Bratislava en Slovaquie) est un coureur cycliste slovaque.

## Palmarès
- 1997[1]
  - Košice-Tatras-Košice
- 1999
  - 4e étape du Tour de Yougoslavie
- 2000
  -  Champion de Slovaquie sur route
  - Dubova-Hlas Ludu
  - Lavanttaler Radsporttage
- 2001
  - 3e du championnat de Slovaquie du contre-la-montre
- 2002
  - 2e étape des Paths of King Nikola
  - 2e étape du Grand Prix cycliste de Gemenc
  - 2e du championnat de Slovaquie sur route
  - 3e du Grand Prix cycliste de Gemenc
- 2003
  -  Champion de Slovaquie du contre-la-montre
- 2004
  - 3e du championnat de Slovaquie du contre-la-montre
- 2005
  - 3e du Kirschblütenrennen
- 2007
  - 3e étape du Tour de Hongrie
- 2008
  - 2e du championnat de Slovaquie du contre-la-montre
  - 3e du Völkermarkter Radsporttage
- 2010
  - 2e des Paths of King Nikola
  - 3e du championnat de Slovaquie du contre-la-montre
- 2011
  - 3e du championnat de Slovaquie du contre-la-montre
  - 3e du Central-European Tour Košice-Miskolc

## Classements mondiaux
| Année           | 2007  | 2008 | 2009 | 2010 | 2011 |
| --------------- | ----- | ---- | ---- | ---- | ---- |
| UCI Europe Tour | 1187e |      | 890e | 480e | 672e |